# Contamine-sur-Arve
Contamine-sur-Arve là một xã trong tỉnh Haute-Savoie thuộc vùng Auvergne-Rhône-Alpes đông nam Pháp.